# The Essential Jimmie Rodgers
The Essential Jimmie Rodgers è un album compilation pubblicato dall'etichetta BMG nel 1997. Contiene alcuni dei più grandi successi della star del country Jimmie Rodgers.

## Il disco
Venne distribuito il 29 aprile 1997, e si compone di registrazioni effettuate da Rodgers tra il 30 novembre 1927 e il 31 gennaio 1931. 

## Critica
AllMusic assegna al disco il massimo punteggio di 5 stelle su 5.

## Tracce
- 1	Away Out On The Mountain
- 2	Blue Yodel No. 1 (T for Texas)
- 3	Daddy And Home
- 4	Dear Old Sunny South By The Sea
- 5	In The Jailhouse Now
- 6	Memphis Yodel
- 7	My Old Pal
- 8	Blue Yodel No. 2 (Lovin' Gal Lucille)
- 9	Sleep Baby, Sleep
- 10	The Brakeman's Blues (Yodeling The Blues Away)
- 11	The Sailor's Pleas
- 12	My Little Old Home Down In New Orleans
- 13	Never No Mo' Blues
- 14	Blue Yodel No. 4 (California Blues)
- 15	I'm Lonley And Blue
- 16	Waiting For A Train
- 17	Frankie And Johnny
- 18	Pistol Packin' Papa
- 19	Blue Yodel No. 8 (Mule Skinner Blues)
- 20	T.B. Blues